# Paint It Black (band)
Paint It Black is een Amerikaanse punkband afkomstig uit Philadelphia, Pennsylvania. De band is opgericht in 2002 en heeft tot op heden in totaal drie studioalbums (namelijk CVA, Paradise, en New Lexicon) uitgegeven, die allemaal zijn uitgegeven via het label Jade Tree Records.
De songwriter en zanger van Paint It Black is Dan Yemin, die ook in de punkbands Lifetime en Kid Dynamite heeft gespeeld. Ook voormalig drummer David Wagenshutz is lid geweest van of Lifetime en Kid Dynamite, en heeft ook gespeeld in de punkbands Good Riddance en None More Black. De andere twee leden, bassist Andy Nelson en gitarist Josh Agran spelen beiden in de band Affirmative Action Jackson, een punkband uit Philadelphia. Wagenschutz verliet de band in juli 2006 om zich te kunnen richten op zijn familie en zijn nieuwe band Higher Giant. Jared Shavelson (van The Hope Conspiracy en None More Black) is sindsdien drummer van Paint It Black.

## Leden
| Huidige leden - Dan Yemin - zang (2002-heden) - Andy Nelson - basgitaar (2002-heden) - Josh Agran - gitaar (2005-heden) - Jared Shavelson - drums (2006-heden) | Voormalige leden - Colin McGinniss - gitaar (2004-2005) - Dave Hause - gitaar (2002-2004) - Matt Miller - gitaar (2002) - David Wagenschutz - drums (2002-2006) |

## Discografie
| Studioalbums - CVA (2003) - Paradise (2005) - New Lexicon (2008) | Ep's - Amnesia (2009) - Surrender (2009) - Invisible (2013) |